# 멜버른 공항
멜버른 공항(영어: Melbourne Airport) 또는 툴라마린 공항(영어: Tullamarine Airport)이라고 불리는 이 공항은 멜버른 중심가에서 북서쪽으로 약 20km 떨어진 툴라마린 지역에 있다. 멜버른 외곽의 질롱 지역에 있는 애벌론 공항(영어: Avalon Airport)과의 혼동에 유의하여야 한다.

## 역사
보잉 747 기종의 이착륙이 불가능했던 기존 에센든 공항(영어: Essendon Airport)의 좁은 활주로를 대체하기 위하여 1970년 7월 1일 툴라마린 공항이라는 이름으로 개항했다. 콴타스 항공, 제트스타 항공 계열이 사용하는 T1 터미널, 국제선 전용의 T2 터미널, 버진블루 항공이 사용하는 T3 터미널, 타이거 항공이 사용하는 T4 터미널로 구성되어 있다. 국제선과 국내선을 불문하고 멜버른에서 출발하는 정기 항공편이 운항하고 있다. 콴타스 항공, 제트스타 항공, 타이거 항공 오스트레일리아의 주요 허브 공항이며, 제트스타 항공의 일부 노선은 아발론 공항에서 출발한다. 국제선 터미널 외에도 콴타스 항공과 제트스타 항공이 이용하는 국내선 터미널 주로 버진 오스트레일리아가 이용하는 3개의 남쪽 터미널이 있다. 2007년 기준으로 이용객은 약 2250만명, 항공기 취항은 약 180,000기로 집계되었다.
대한항공이 한때 인천 - 멜버른 노선을 운항했으나, 2013년에 단항했다.

## 운항 노선

### 1 터미널
| 항공사        | 목적지 |
| ------------- | --- |
| 콴타스 항공   | 다윈, 브룸, 브리스번, 애들레이드, 앨리스 스프링스, 포트헤들랜드, 캐언즈, 캔버라, 퍼스, 시드니, 카라타, 호바트, 오클랜드, 웰링턴, 크라이스트처치 |
| 콴타스 링크   | 데번포트, 라운세스톤, 밀두라, 애들레이드, 캔버라                                                                                                |
| 제트스타 항공 | 골드 코스트, 뉴캐슬, 다윈, 라운세스톤, 바닐라, 브리스번, 선샤인 코스트, 시드니, 애들레이드, 케언스, 퍼스, 타운스빌, 호바트, 해밀턴 아일랜드,    |

### 2 터미널
| 항공사                 | 목적지 |
| ---------------------- | --- |
| 콴타스 항공            | 덴파사르, 도쿄(나리타), 크라이스트처치, 런던(히드로), 로스앤젤레스, 샌프란시스코, 싱가포르, 홍콩 계절편 : 퀸스타운 |
| 스트레직 항공          | 푸껫 |
| 버진 오스트레일리아    | 나디, 덴파사르 |
| 제트스타 항공          | 덴파사르, 방콕(수완나품), 싱가포르, 웰링턴, 오클랜드, 크라이스트처치, 퀸스타운, 호놀룰루                           |
| 중국국제항공           | 베이징(수도), 상하이(푸둥)                                                                                         |
| 중국남방항공           | 광저우 |
| 중국동방항공           | 상하이(푸둥) |
| 쓰촨 항공              | 청두 |
| 캐세이퍼시픽 항공      | 홍콩 |
| 일본항공               | 도쿄(나리타) |
| 중화항공               | 타이페이(도원) 계절편: 오클랜드                                                                                    |
| 말레이시아 항공        | 쿠알라룸푸르 |
| 에어아시아 X           | 쿠알라룸푸르 |
| 베트남 항공            | 하노이, 호치민 |
| 로얄 브루나이 항공     | 반다르스리브가완                                                                                                   |
| 싱가포르 항공          | 싱가포르 |
| 가루다 인도네시아 항공 | 자카르타(수카르노 하타), 덴파사르                                                                                  |
| 타이 항공              | 방콕(수완나품) |
| 필리핀 항공            | 마닐라 |
| 에어 인디아            | 델리 |
| 에미레이트 항공        | 두바이, 싱가포르, 쿠알라룸푸르                                                                                     |
| 에티하드 항공          | 아부다비 |
| 엘알 이스라엘 항공     | 텔아비브(벤구리온) - (2020년 4월 2일 신규취항)                                                                     |
| 카타르 항공            | 도하 |
| 에어 모리셔스          | 모리셔스 |
| 유나이티드 항공        | 로스앤젤레스 |
| 아워 항공              | 노퍽 |
| 에어 뉴질랜드          | 웰링턴, 오클랜드, 퀸스타운, 크라이스트처치                                                                         |
| 에어 바누아투          | 포트빌라 |
| 피지 항공              | 나디 |

### 3 터미널
| 항공사                          | 목적지 |
| ------------------------------- | --- |
| 리저널 익스프레스 항공          | 앨버리, 버니, 그리피트, 킹아일랜드, 메림불라, 밀두라, 마운트갬비어, 와가와가                                                             |
| 버진 오스트레일리아 리저널 항공 | 칼구어리, 퍼스 |
| 버진 오스트레일리아             | 애들레이드, 브리스번, 캐언즈, 캔버라, 코프스하저, 다윈, 골드 코스트, 호바트 런세넌, 밀두라, 뉴캐슬, 퍼스, 선샤인코스트, 시드니, 프레이트 |

### 4 터미널
| 항공사                     | 목적지                             |
| -------------------------- | ---------------------------------- |
| 타이거 항공 오스트레일리아 | 시드니, 브리즈번, 퍼스, 골드코스트 |

### 화물 노선
| 항공사                         | 목적지                                                                           |
| ------------------------------ | -------------------------------------------------------------------------------- |
| 아틀라스 항공                  | 시카고, 프랑크푸르트, 뉴욕, 상하이, 시드니                                       |
| 오스트레일리안 에어 익스프레스 | 애들레이드, 브리스번, 캐언즈, 캔버라, 호바트, 라우세스톤, 퍼스, 시드니, 타운스빌 |
| 카고룩스                       | 홍콩, 룩셈부르크                                                                 |
| 캐세이퍼시픽 항공              | 홍콩, 시드니                                                                     |
| DHL                            |                                                                                  |
| MAS 카고                       | 쿠알라룸푸르                                                                     |
| 폴라에어 카고                  |                                                                                  |
| 싱가포르 항공 카고             | 애들레이드, 오클랜드, 싱가포르                                                   |
| 톨 프라이어리티                | 애들레이드, 앨리스스프링스, 브리스번, 다윈, 라우세스톤, 시드니                   |

## 사건 및 사고
- 2003년 5월, 멜버른 툴라마린 국제공항을 이륙하여 레이세스톤으로 향하던 콴타스 항공1737편이 납치되었지만 승무원과 승객들이 납치범들을 상대로 시도한 저항과 제지 덕분에 멜버른에 다시 안전하게 착륙할 수 있었다.
- 2009년 3월 20일, 에미레이트 항공 407편이 오클랜드 국제공항을 출발해 멜버른 공항을 거쳐 두바이 국제공항을 가는 노선이였는데 멜버른 공항에서 이륙하는 과정에서 활주로에 있던 펜스와 충돌했다.

## 멜버른 도심과의 연결
- 스카이 버스에서 운영하는 셔틀버스 및 택시를 이용하여 멜버른 도심까지 연결된다.

## 같이 보기
- 멜버른
- 아발론 공항
- 시드니 공항

## 사진

멜버른 툴라마린 국제공항의 취항지
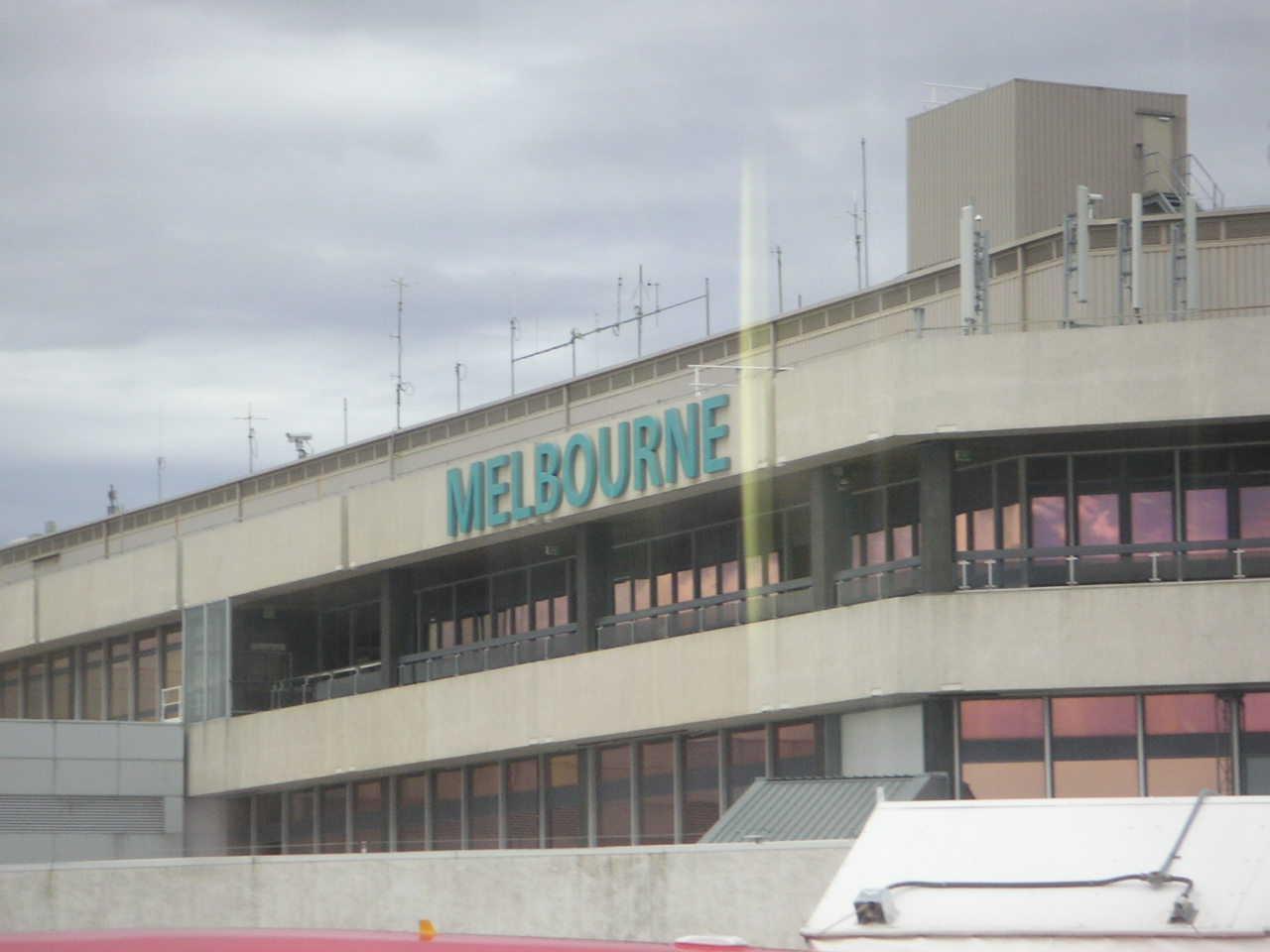
멜버른 툴라마린 국제공항 전경
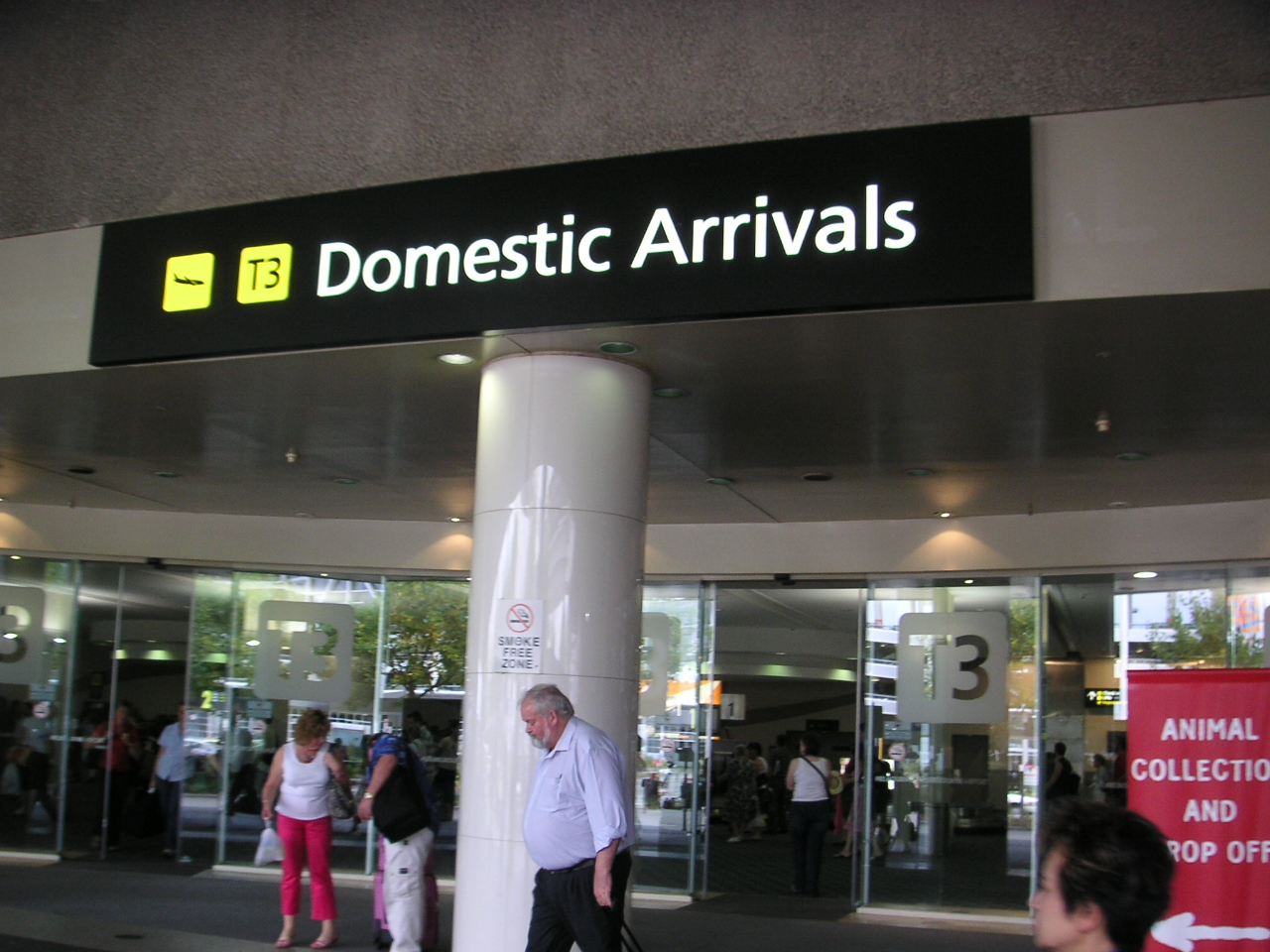
T3 국내선 터미널
스카이 버스(멜버른 중심가와 연결)
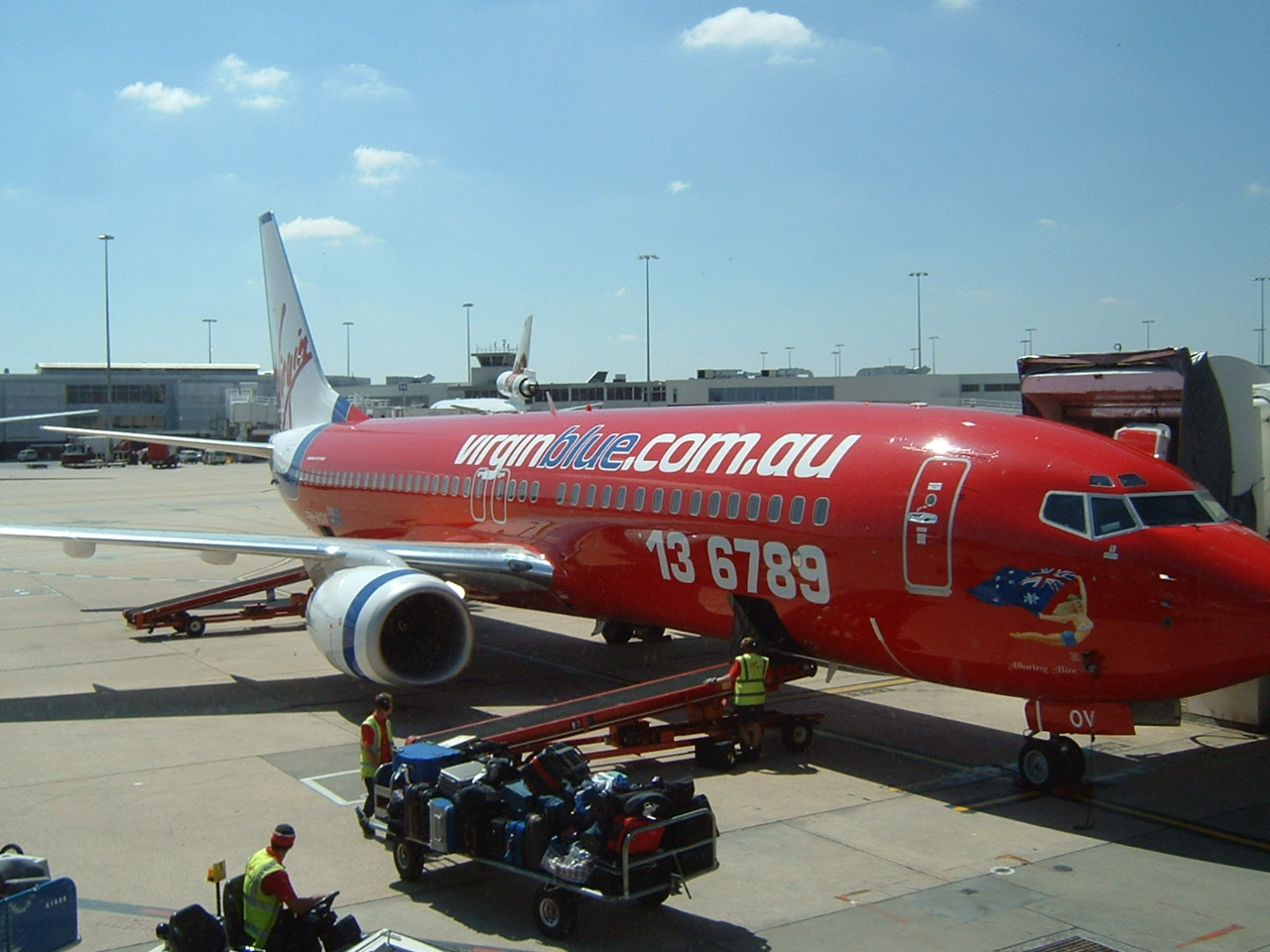
버진 오스트레일리아의 보잉 737-800
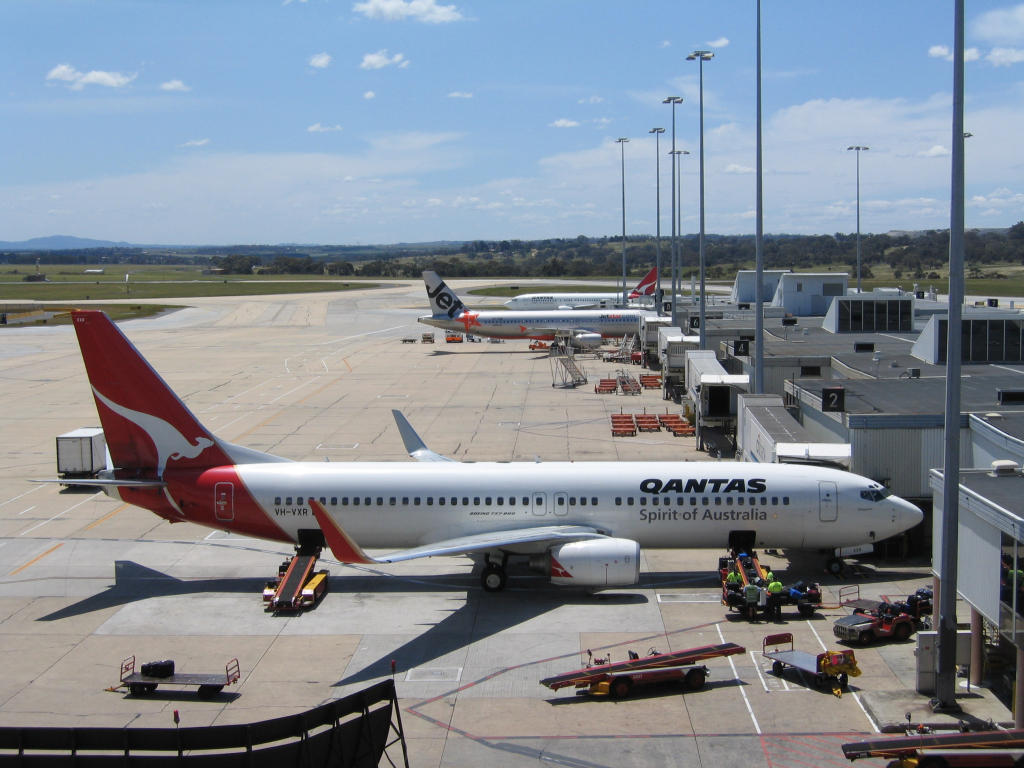
콴타스 항공과 제트스타 항공 여객기
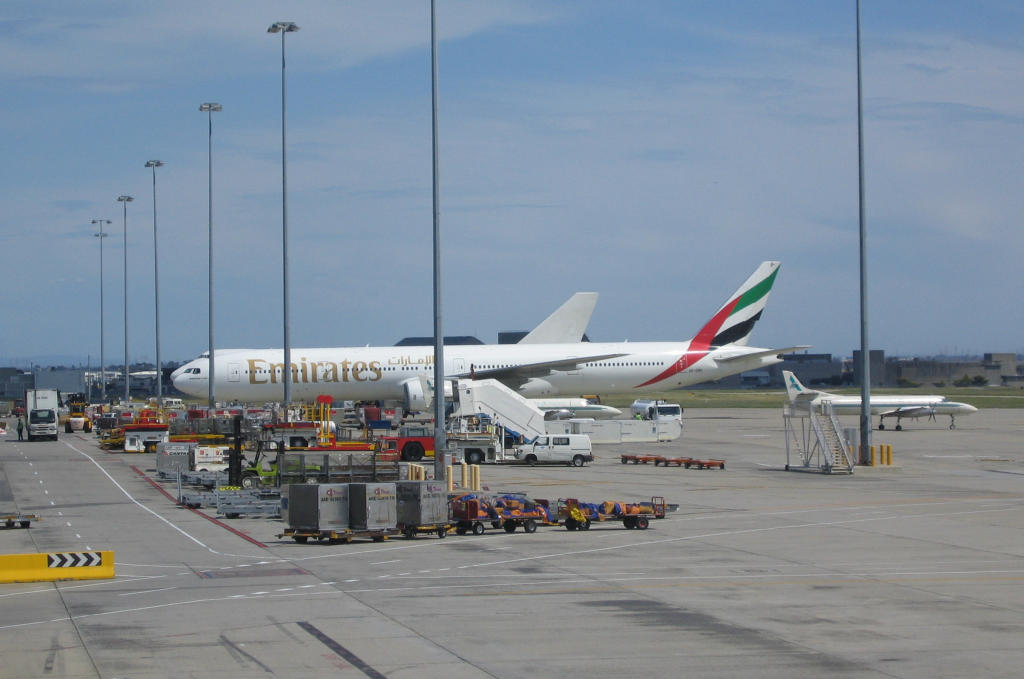
에미레이트 항공의 보잉 777-300ER